# 더빅디퍼
더빅디퍼는 대한민국의 음악 그룹이다. 2022년 프리데뷔 앨범 《shining star》로 데뷔했다.

## 음반
- SHINING STAR (2022)